# Пенка Коева
Пенка Коева е българска оперна певица (сопран),

## Биография
Родена на 16 март 1932 г. в Пловдив.
Още от ранна детска възраст проявява своите музикални способности. Като ученичка в Пловдивската гимназия е солистка на училищния хор. По-късно учи в Държавното музикално училище (дн. Национално Училище за Музикално и Танцово Изкуство „Добрин Петков“).
През 1948 г. е приета в Българската държавна консерватория в класа по оперно пеене на големия български вокален педагог проф. Георги Златев-Черкин. Още като студентка в консерваторията участва като гост-солист на Шуменска, Плевенска и Варненска филхармония, както и на сцената на Софийската опера.
През 1953 г. завършва консерваторията с пълно отличие и се завръща в Пловдив и наред с младите си колеги – Валентина  Александрова,  Соня  Хамерник, Алексей Милковски, Иван Вампиров, Аврам Андреев, Таня Карловска, Райна Кошерска, Руслан Райчев и други е сред основателите на създадената през същата година Пловдивска народна опера. Близо 40 години (до 1996 г.) пее на сцената на Пловдивската опера.
Участва във филма Случаен концерт от 1960 година на режисьора Коста Наумов.
Умира на 31 януари 2007 г. в дома си в Пловдив на 74-годишна възраст.